# Hama (Unternehmen)
Die Hama GmbH & Co KG ist ein Distributor und Hersteller von Zubehör in den Produktbereichen Foto, Video, Audio, Computer und Telekommunikation. Die Firma beschäftigt weltweit an 20 Standorten rund 2500 Mitarbeiter, davon 1300 am Stammsitz im schwäbischen Monheim.

## Geschichte
Das Unternehmen wurde 1923 von Martin Hanke in Dresden unter dem Namen Hamaphot, Martin Hanke & Co. gegründet. Hanke konzentrierte sich auf Foto-Chemikalien für den Großhandel sowie die Herstellung von Laborgeräten und Aufnahmezubehör. 1935 stellte er sein Produktprogramm erstmals auf der Mustermesse in Leipzig vor, die zu dieser Zeit dem Reichsministerium für Volksaufklärung und Propaganda unterstand. Die Betriebsstätte in Dresden wurde im Zweiten Weltkrieg zerstört.

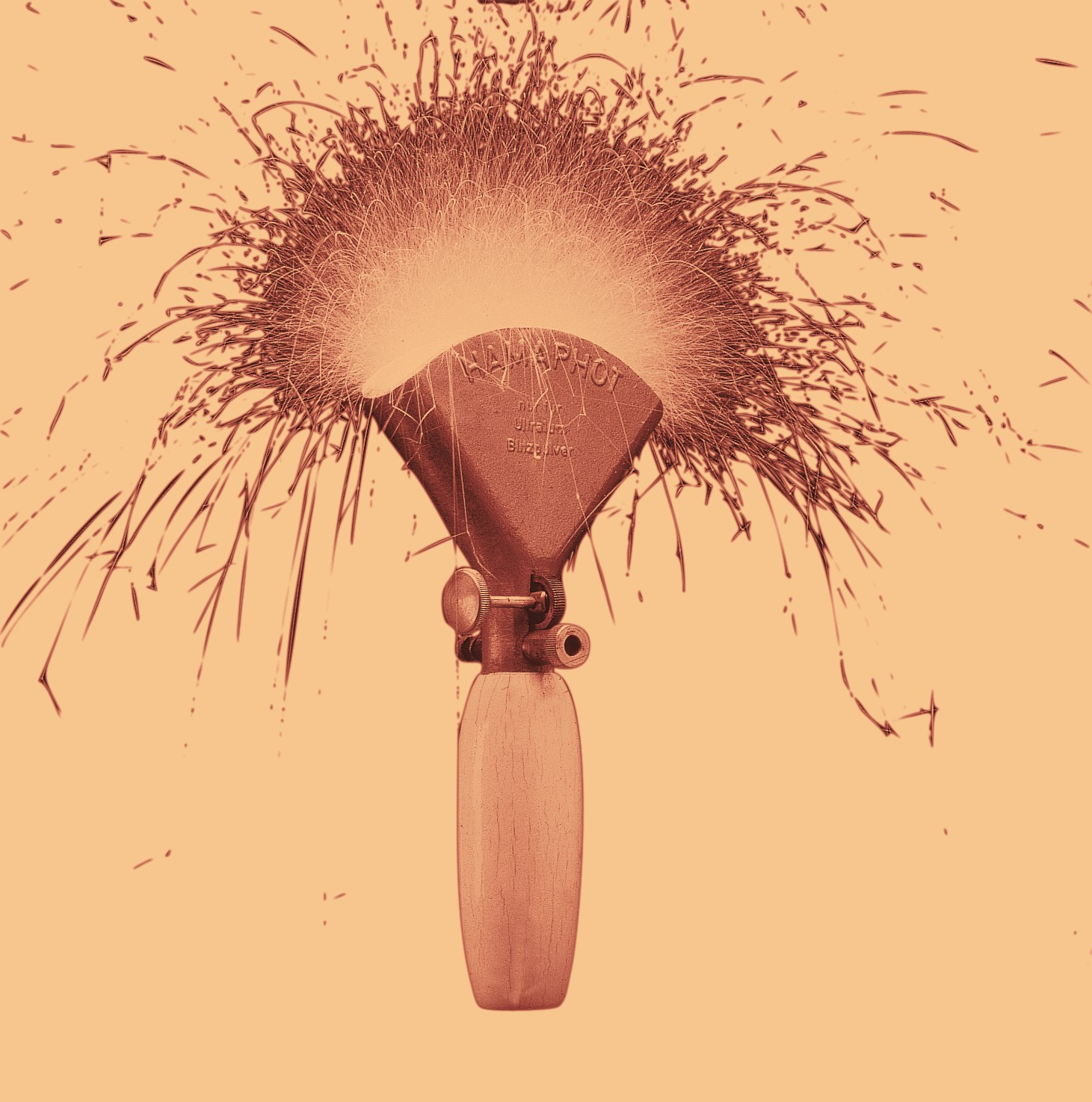
Historisches Pulverblitzgerät

1945 kam Hanke aus Kriegsgefangenschaft nach Bayern und baute sein Unternehmen auf Einladung eines ehemaligen Kunden im schwäbischen Monheim wieder auf. Zu den ersten Artikeln gehörte das 1948 vorgestellte synchronisierte Pulverblitzgerät, das Hamaphot 1950 als Aussteller auf der ersten Photokina neben Bilderrahmen, Laborzubehör und Diakästen präsentierte. 1953 wurde das erste eigene Werksgebäude bezogen und „Hama“ als Wortmarke eingeführt.
Als der Gründer Martin Hanke 1959 starb, übernahm sein Sohn Rudolph Hanke zusammen mit seinem Schwager Adolf Thomas die Geschäftsführung. 1993 wurde dessen Sohn Christoph Thomas neben Rudolph Hanke geschäftsführender Gesellschafter, bis sich 2017 Rudolph Hanke aus dem aktiven Geschäftsleben zurückzog.

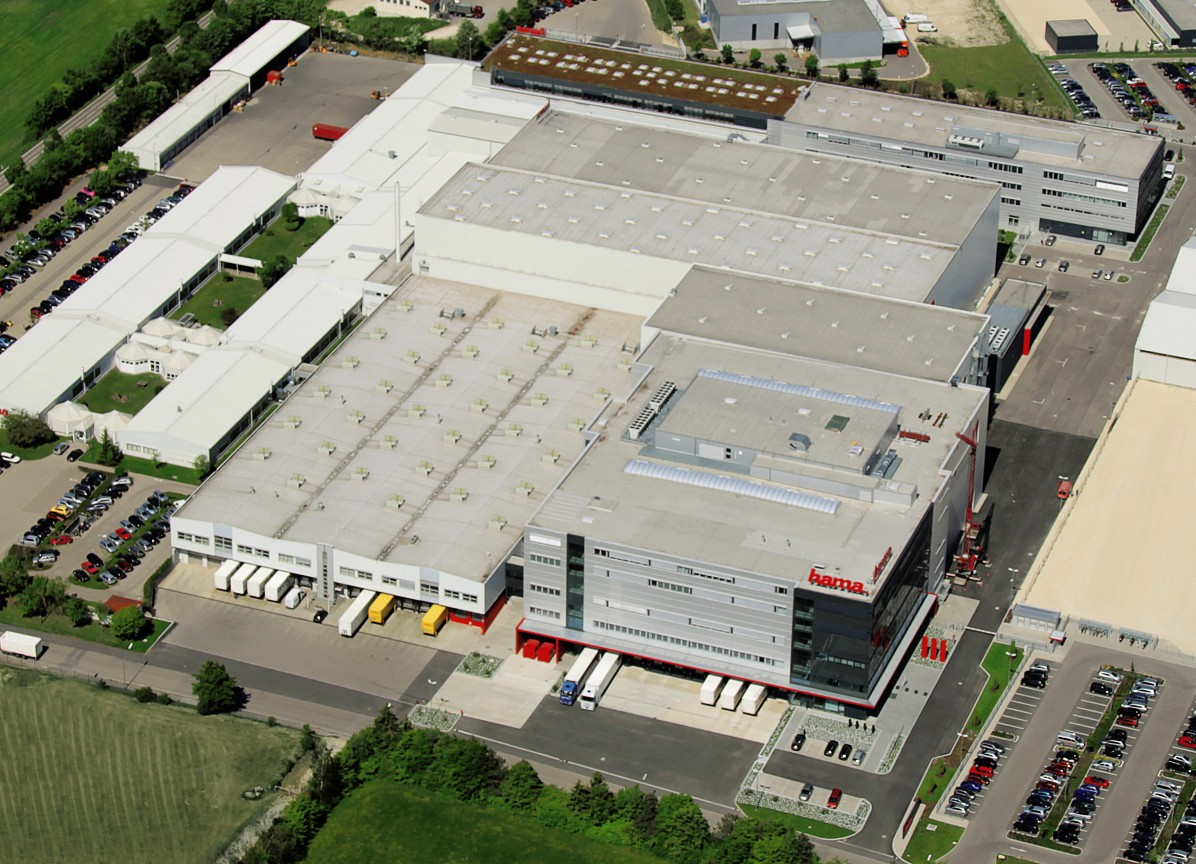
Firmenzentrale in Monheim

Das 1997 in Betrieb genommene und 2014 erweiterte Logistik- und Versandzentrum sowie 19 weitere Standorte im Ausland und zahlreiche Handelsvertretungen sorgen für den globalen Vertrieb der rund 18.000 Produkte. Wesentliche Teile der Handelsware werden in Südostasien über „verlängerte Werkbänke“ produziert. Hama beschäftigt über 100 Auszubildende und Studierende.
2015 übertrugen die Familien Thomas und Hanke ihre gesamten Kommanditanteile an der Hama Hamaphot Hanke & Thomas GmbH & Co. KG an zwei Stiftungen: die Adolf und Christoph Thomas Stiftung und die Martin und Rudolph Hanke Stiftung. Diese Stiftungen wurden zu den alleinigen Kommanditisten in der Holding.
2020 wurde Christian Sokcevic zum Geschäftsführer bestellt. Er führt das Unternehmen gemeinsam mit Christoph Thomas, dem Vorsitzenden der Geschäftsleitung.